# Barrage David
Les barrages David sont des radars bistatiques à diffraction déployés par l'armée française en 1939 et constituent les premiers systèmes français opérationnels de détection électromagnétique s'apparentant à un radar. Ce système permettait de détecter le passage entre deux antennes, l'une émettrice et l'autre réceptrice, d'un aéronef mais non sa position. Pour suivre une cible, il fallait un réseau de tels barrages tant en largeur qu'en profondeur sur la zone à couvrir.

## Origines

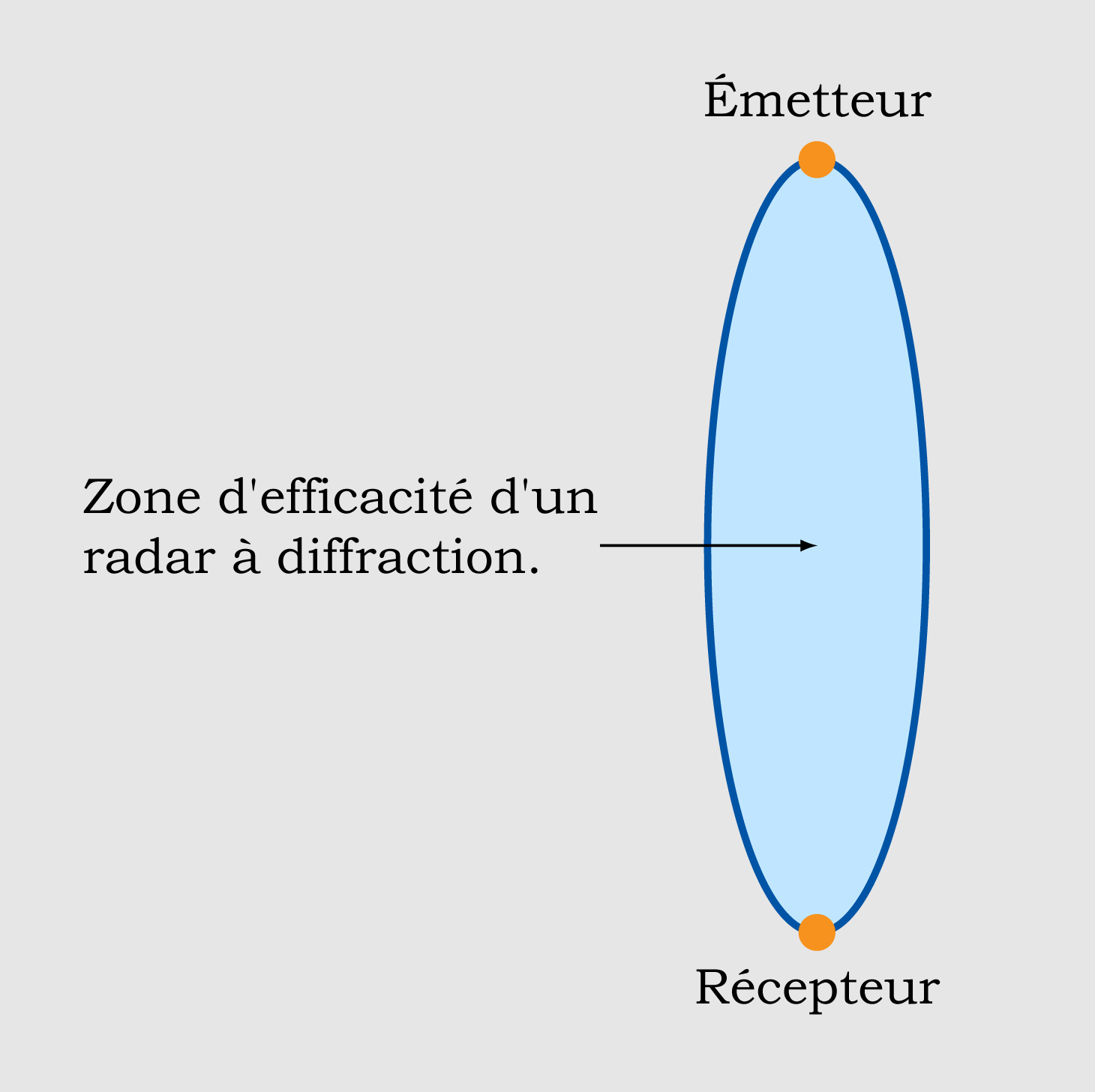
Principe du barrage David.

Pierre David débute en 1928 dans un cadre militaire des expérimentations sur la détection électromagnétique. Il obtient en 1934 des crédits pour le Laboratoire national de radioélectricité et développe au Bourget un dispositif bistatique en onde continue, en liaison avec la SEMT (Section d’Étude des Matériels de Transmission) et son représentant, l'officier Paul Labat. Un émetteur ({\displaystyle \lambda }=4 m, 75 MHz, 50 W continus) et un récepteur décalé de 5 km permettent de détecter un avion à une distance de 10 km, avec un plafond de 7 000 mètres. La ligne de base entre l'émetteur et le récepteur fut graduellement étendue à 21 km avec succès.
Le signal est perçu au moyen d'un casque indiquant par un son le battement Doppler provoqué par le passage d'un mobile, selon le schéma présenté par P. David.

## Mise en place
Le succès des expérimentations poussent l'armée française à adopter la détection électromagnétique (DEM). 
En décembre 1936, l'état-major de l'Armée de l'Air propose d'inclure la construction de lignes de détection électromagnétique, en renfort des principales lignes de guet, comme une priorité du Plan III de renforcement de la Défense aérienne. Avec le refus du Plan III, non soutenu par le ministre Pierre Cot, par le Conseil supérieur de la Guerre en février 1937, cette proposition ne fut pas retenue. 
Cependant, sur commande de la Marine et de l'Air, les sociétés SADIR (Société anonyme des industries radioélectriques) et LMT (Le Matériel Téléphonique) débutent la construction de barrières radioélectriques, constitués de radars bistatiques fonctionnant à 30 MHz.
Le dispositif présente l'avantage d'un coût limité et d'une grande légèreté, les antennes pouvant être transportées par un seul homme. Ses possibilités se révèlent toutefois limitées : la  détection s'effectue uniquement à l'aplomb du barrage, le suivi du trajet d'une cible nécessitant l'installation de réseaux d'antennes.
Un réseau de barrages est installé à Reims pour les manœuvres de juillet et août 1938 dans plusieurs configurations. Il permet de guider des chasseurs de nuit pour intercepter des bombardiers. Il est déterminé qu'avec un maillage en Z, ou en double Z, il est possible de déterminer l'altitude d'un appareil à plus ou moins 1 000 m et son déplacement avec une erreur de 10 à 20 degrés sur la direction, ainsi que 10 % sur la vitesse, avec les rapports des observateurs du réseau.
L’armée de l’air commande alors trente équipements la même année (émetteur de 300 W, {\displaystyle \lambda }=5 m), en dotation d'une « Compagnie de détection électromagnétique » et à déployer de la Belgique aux Alpes. La livraison débute au printemps 1939 mais le déploiement ne peut être réalisé avant l’invasion allemande. La compagnie se replie à Cavaillon, où un barrage protège le  nord de Marseille sur une distance de 150 km. La Marine nationale décide de l'implantation de barrages David à Cherbourg, Brest, Toulon et Bizerte.

## Aussi